# Enochian Theory

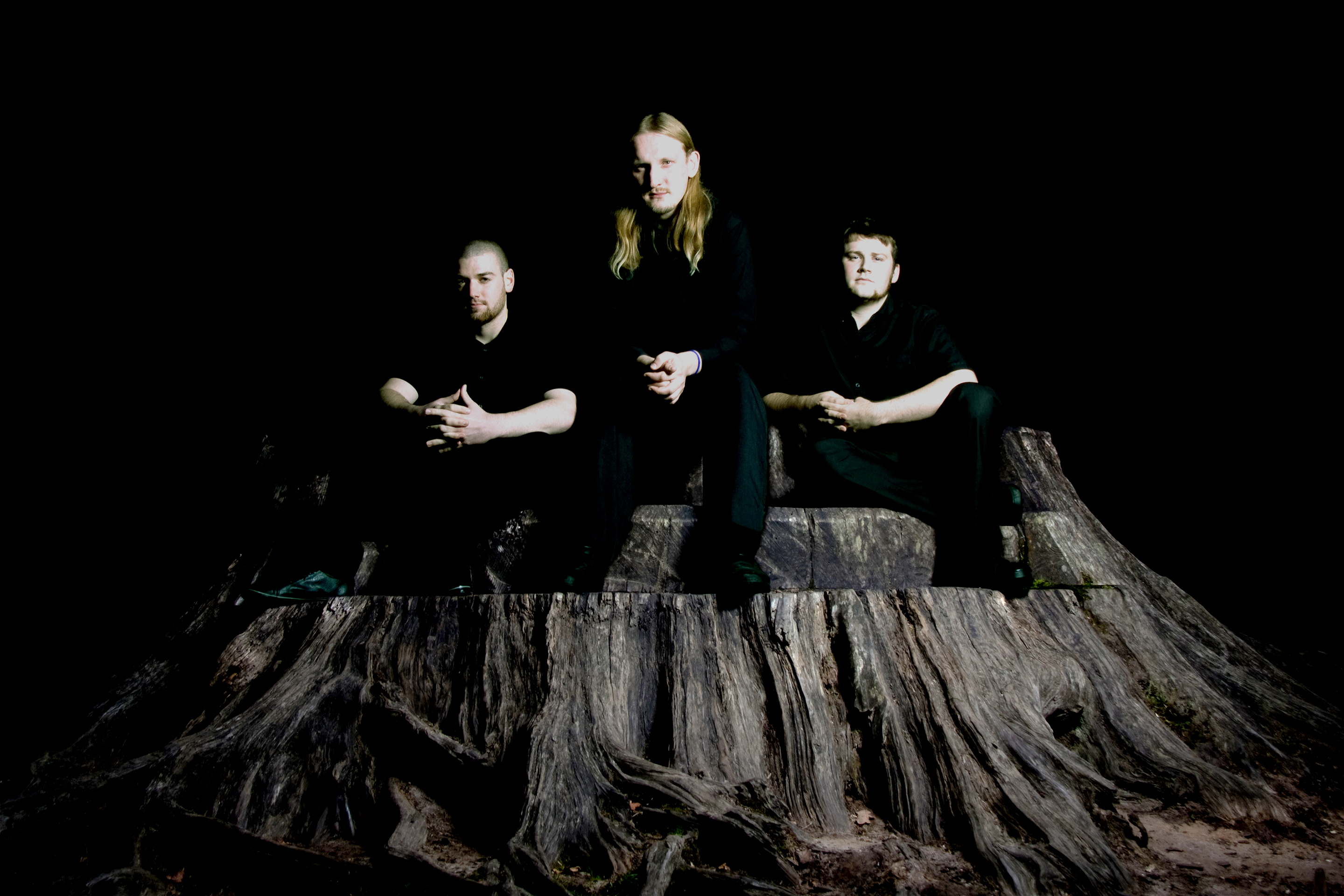
Bandleden

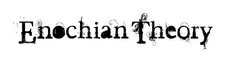
Logo

Enochian Theory is een Engelse progressieve-metal/rockband opgericht in 2004.

## Bezetting

### Huidige bandleden
- Ben Harris Hayes - zanger / gitarist / toetsenist
- Shaun Rayment - bassist
- Sam Street - drummer

### Voormalige bandleden
- Scott Ware - gitarist

## Biografie
Enochian Theory werd in 2004 gevormd in Portsmouth door bassist Shaun Rayment, dummer Sam Street en gitarist Scott Ware. Na een aantal gezamenlijke repetities zochten ze naar een zanger en vonden ze Ben Harris Hayes. De band begon muziek te schrijven en in maart 2005 werkten ze hun eerste opnames af.
Deze werden uitgebracht onder de naam Our Lenghtening Shadows, een ep met zeven nummers. De reviews van de lokale media waren bijzonder gunstig en de band kon optreden in heel Engeland. Het geluid van de band evolueerde en resulteerde in een ep in augustus 2006, getitled A Monument to the Death of an Idea. Hiermee konden ze als support van o.a. Red Sparrowes, Twin Zero en Ephel Dúath spelen.
Daarnaast richtten ze ook hun eigen label op, Anomalousz Music Records Ltd, om op die manier hun muziek beter te kunnen promoten en wijder te verspreiden. Hier slaagden ze wel in, aangezien ze een distributiedeal met CODE 7/Plastic Head Distribution wisten te sluiten. Ze kregen internationaal ook bijzonder goede pers waardoor ze ook een single, "Namyamka", beschikbaar stelden voor online radio's. Ze maakten hiervoor ook een videoclip.
Ze ondernamen ook de 'Theory in Practice'-tour door Engeland. Deze verliep in twee delen: het eerste in oktober 2007, het tweede in december 2007. Op deze tour speelden ze in diverse plaatsen waar ze voordien niet gestaan hadden. Eind december maakte Scott Ware bekend dat hij de band ging verlaten. De band zocht begin 2008 naar een nieuwe gitarist. Ze vonden een interim-gitarist maar besloten in augustus, tijdens de opnames van Evolution: Creatio Ex Nihilio besloot de band om met z'n drieën verder te gaan.
De opnames van het nieuwe album werden beëindigd in oktober 2008 en in augustus 2009 kwam het album uit, nog steeds op Anomalousz Music Records. Met het nieuwe album vonden ze hun eerste optreden buiten Engeland op ProgPower Europe.

## Discografie

### Albums
- Evolution: Creatio Ex Nihilio (2009)

### Ep's
- Our Lenghtening Shadows (2005)
- A Monument to the Death of an Idea (2006)